# Življenje s stricem
Življenje s stricem (hrvaško Život sa stricem) je jugoslovanski dramski film iz leta 1988, ki ga je režiral Krsto Papić in zanj napisal tudi scenarij skupaj z Matejem Matišićem in Ivanom Aralico, na katerega romanu Okvir za mržnju iz leta 1987 temelji. V glavnih vlogah nastopajo Davor Janjić, Alma Prica, Miodrag Krivokapić, Branislav Lečić, Anica Dobra in Ivo Gregurević. Zgodba prikazuje življenje dijaka Marina (Janjić), ki po smrti očeta živi s stricem in starim očetom. V srednji šoli pride v težave pri ravnatelju (Ilija Zovko) po šali z dekletom Marto (Prica), toda stric ga zaradi visokega položaja v partiji zaščiti.
Film je bil premierno prikazan 7. aprila 1988 v jugoslovanskih kinematografih in je naletel na dobre ocene kritikov. Na Puljskem filmskem festivalu je osvojil glavno nagrado velika zlata arena za najboljši jugoslovanski film in nagrado občinska, leta 1990 pa je bil nominiran za zlati globus za najboljši tujejezični film. Bil je jugoslovanski kandidat za oskarja za najboljši tujejezični film na 61. podelitvi, toda ni prišel v ožji izbor. Nominiran je bil za glavno nagrado Hugo za najboljši film na Mednarodnem filmskem festivalu v Chicagu, osvojil pa nagradi za najboljšega igralca (Janjić) in Mednarodnega združenja filmskih kritikov na Festivalu svetovnega filma v Montrealu.

## Vloge
- Davor Janjić kot Martin Kujundžić
- Alma Prica kot Marta
- Miodrag Krivokapić as Stjepan Kujundžić
- Branislav Lečić kot Vinko Maglica
- Anica Dobra kot Korina
- Ivo Gregurević kot tovariš Radojica
- Filip Šovagović kot Ivan Babarović
- Nenad Srdelić as Klepo
- Ilija Zovko kot ravnatelj
- Ivan Bibalo kot Bepo
- Dejan Ačimović kot Markan
- Darko Vladetić kot Mato